# Shyroke (huyện)
Huyện Shyroke (tiếng Ukraina: Широківський район, chuyển tự: Shyrokes'kyi raion) là một huyện của tỉnh Dnipropetrovsk thuộc Ukraina. Huyện Shyroke có diện tích 1239 km², dân số theo điều tra dân số ngày 5 tháng 12 năm 2001 là 31389 người với mật độ 25 người/km2. Trung tâm huyện nằm ở Shyroke.